# Мастна тъкан
Мастната тъкан е вид отпусната съединителна тъкан, съставена главно от адипоцити. Освен тях, мастната тъкан съдържа и стромална съдова-клетъчна фракция от клетки, включваща преадипоцити, фибробласти, кръвоносни ендотелни клетки и различни имунни клетки. Адипозната тъкан се образува от преадипоцитите. Основната ѝ роля е да съхранява енергия под формата на липиди, макар също да осигурява топлоизолация на тялото. Мастната тъкан напоследък се счита за голям ендокринен орган, тъй като произвежда хормони: лептин, естроген, резистин и цитокин.
Съществуват два основни вида мастна тъкан – бяла и кафява. Бялата служи за съхраняване на енергия, докато кафявата генерира телесна топлина. Образуването на мастна тъкан се контролира частично от гена WDTC1. Мастната тъкан (в частност кафявата) е идентифицирана за пръв път от швейцареца Конрад Геснер през 1551 г.

## Особености
В хората мастната тъкан е разположена: под кожата (подкожни мазнини), около вътрешните органи (висцерални мазнини) в костния мозък, между мускулите и в гърдите. Мастната тъкан се намира в определени области – мастни депа. Мастната тъкан съдържа множество малки кръвоносни съдове. В състава на покривната система, която включва кожата, мастната тъкан се натрупва в най-дълбокия, подкожен слой, предоставяйки изолация от топлина и студ. Около органите образува защитна възглавница. Все пак, главната ѝ функция е да бъде резерв на липиди, които могат да бъде окислени и да удовлетворяват енергийните нужди на тялото, както и да го защитават от високи нива на глюкоза, съхранявайки триглицериди, произвеждани в черния дроб от захари. Мастните депа в различните части на тялото имат различни биохимични профили.
Натрупването на прекалено много мастни тъкани води до затлъстяване. То може да се лекува чрез упражнения, определено хранене и поведенческа терапия. Друг начин за лечение е реконструктивната хирургия.
Мастните клетки имат важна физиологическа роля при поддържането на нивата на триглицериди и свободни мастни киселини, както и за установяването на инсулинова резистентност. Липидите се освобождават от адипоцитите под действието на процеса хормон-сензитивна липаза, който се намира под нервен и хормонален контрол. Коремните мазнини имат различен метаболичен профил и са по-склонни да предизвикат инсулинова резистентност. Това обяснява защо в голяма степен затлъстяването на коремната област е маркер за нарушен глюкозен толеранс и е отделен рисков фактор за сърдечно-съдови заболявания (дори при отсъствието на заболявания като диабет и артериална хипертония). Изследване върху женски маймуни от 2009 г. открива, че индивидите, страдащи от високи нива на стрес, имат повече висцерални мазнини в телата си. Това подсказва за възможна причинно-следствена връзка между двете – стресът води до повече висцерални мазнини, които от своя страна водят до хормонални и метаболични промени, увеличаващи риска от сърдечно-съдови заболявания. Известна е и зависимостта между прехранването през първите дни след раждане и затлъстяването впоследствие.
Обикновено, мастната тъкан заема 10 – 18 % от теглото на мъжете и 20 – 25% от това на жените. Мастната тъкан има плътност от около 0,9 g/ml. Следователно, човек с повече мастна тъкан би плавал по-лесно, отколкото човек със същото тегло, но с повече мускулна тъкан, тъй като мускулната тъкан има плътност от 1,06 g/ml.